# 埼玉県央広域事務組合
埼玉県央広域事務組合（さいたまけんおうこういきじむくみあい）は、埼玉県鴻巣市、桶川市及び北本市の3市が設立している一部事務組合。

## 概要

### 事務所
- 鴻巣市箕田1638-1

### 主な事務内容
- 常備消防事務
- 火葬場、葬祭場の設置及び維持管理等事務（県央みずほ斎場）

### 組織
- 組合議会
  - 議員定数：15人（鴻巣市：7人、桶川市：4人、北本市：4人）
- 組合執行機関
  - 管理者：1人（組合市の長の協議により組合市の長のうちから定める）
  - 副管理者：2人（組合市の長の協議により組合市の長のうちから定める）
  - 会計管理者
  - 監査委員：2人

## 常備消防事務

### 概要
- 消防本部：鴻巣市箕田1638-1
- 消防本部名称：埼玉県央広域消防本部
- 管内面積：112.59km2
- 職員定数：330人
- 消防署3カ所、分署6カ所
- 主力機械（2019年4月1日現在）
  - 普通消防ポンプ自動車：5
  - 水槽付消防ポンプ自動車：7
  - はしご付消防自動車：1
  - 屈折はしご付消防自動車：1
  - 化学消防自動車：1
  - 救急自動車：10
  - 救助工作車：2
  - 資機材搬送車：1
  - 支援車：1
  - 人員搬送車：2
  - 指揮車：2
  - 広報車：13
  - 火災調査車：1
  - 災害対応多目的車：1
  - 連絡車：4
  - 非常用消防ポンプ自動車：2
  - 非常用救急自動車：1

### 沿革
- 1966年9月　【鴻巣】鴻巣市消防本部・鴻巣市消防署を開設。
- 1967年10月　【鴻巣】救急業務を開始。
- 1968年7月　【桶川】桶川町消防本部・桶川町消防署を開設。
- 1969年4月　【桶川】消防本部新庁舎が完成。
- 1969年10月　【桶川】救急業務を開始。
- 1970年11月　【桶川】市制施行。桶川市消防本部・桶川市消防署に改称。
- 1970年12月　【北本】北本町消防本部を開設。
- 1971年11月　【北本】市制施行。北本市消防本部に改称。
- 1972年4月　【北本】北本市消防署を開設。
- 1973年1月　【北本】救急業務を開始。
- 1973年2月　【鴻巣】化学消防車を消防署に配備。
- 1973年3月　【北本】消防本部新庁舎が完成。
- 1975年11月　埼玉県央広域事務組合を設立。
- 1975年11月　【鴻巣】鴻巣市・北足立郡吹上町・北埼玉郡川里村が鴻巣地区消防組合を設立。
- 1976年4月　【鴻巣】鴻巣市消防本部が鴻巣地区消防組合消防本部に移行し、業務を開始。
- 1976年4月　【北本】北本東分署を開設。消防業務を開始。
- 1976年6月　【鴻巣】吹上分署を開設。消防業務を開始。
- 1976年9月　【桶川】化学消防車を消防署に配備。
- 1977年2月　【鴻巣】吹上分署で救急業務を開始。
- 1978年3月　【桶川】桶川西分署を開設。消防業務を開始。
- 1980年4月　【鴻巣】川里分署を開設。消防・救急業務を開始。
- 1981年11月　【北本】化学消防車を北本消防署に配備。
- 1986年4月　【鴻巣】鴻巣西分署を開設。消防・救急業務を開始
- 1987年3月　【鴻巣】救助工作車を消防署に配備。
- 1987年10月　【桶川】桶川西分署で救急業務を開始。
- 1990年3月　【北本】北本東分署で救急業務を開始。
- 1992年11月　鴻巣地区消防組合・桶川市及び北本市の消防事務の共同処理について研究・協議することを目的に、県央広域消防推進協議会が発足。
- 1995年4月　【鴻巣】消防本部の名称を埼玉県央広域消防本部に改称。
- 1995年12月　埼玉県央広域消防本部新庁舎が完成。
- 1996年2月　消防広域化事務が終了。
- 1996年4月　埼玉県央広域消防本部・桶川市消防本部・北本市消防本部が埼玉県央広域事務組合に移行し、1本部（埼玉県央広域消防本部）・3消防署・6分署体制で発足。鴻巣消防署旧庁舎を鴻巣天神分署に改称。
- 1997年1月　初の高規格救急車を鴻巣消防署に配備。
- 2001年5月　川里村が町制施行。
- 2004年7月13日　新潟・福島豪雨災害に緊急消防援助隊を派遣する。
- 2004年10月23日　新潟県中越地震に緊急消防援助隊を派遣する。
- 2005年10月　吹上町・川里町が鴻巣市に編入合併。
- 2011年3月11日　東日本大震災に緊急消防援助隊を派遣する。

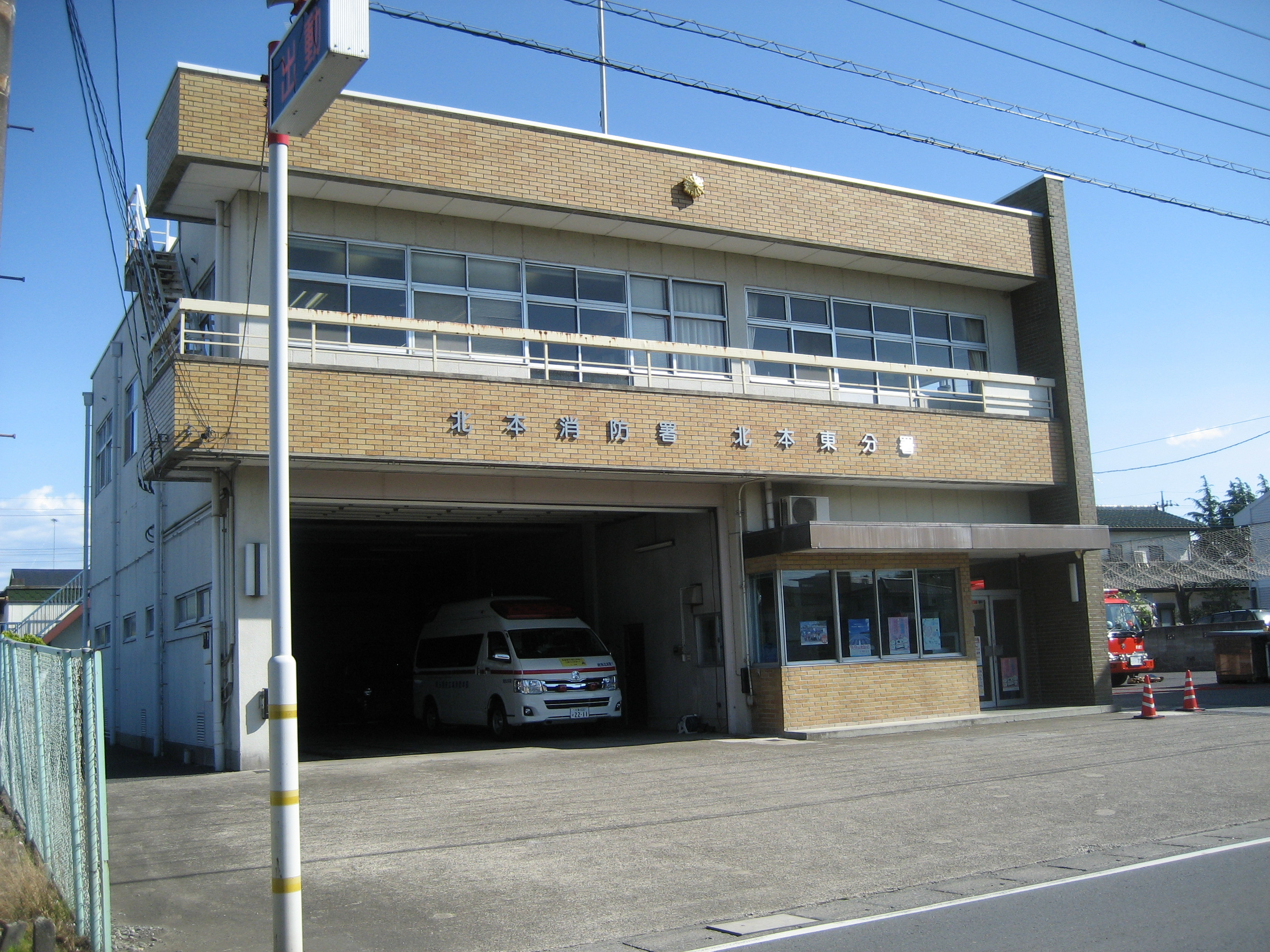
北本東分署旧庁舎

- 2014年8月21日 北本消防署北本東分署が移転開署する。
- 2015年4月　鴻巣消防署に高度救助隊を設置
- 2016年3月　高度救助隊を埼玉県特別機動援助隊（埼玉SMART）に登録。
- 2016年8月1日　北本消防署の所在地が地名地番整理に伴い、大字北本宿188-6から緑3丁目396に変更される。

### 組織
- 本部：消防総務課、予防課、警防課、救急課、指令課
- 消防署（鴻巣、北本、桶川）：管理指導課、消防1課、消防2課
  - 分署（鴻巣天神、鴻巣西、吹上、川里、北本東、桶川西）

### 消防署
| 名称       | 消防署建物 | 所在地           | 分署     | 分署               | 所在地                |
| 名称       | 消防署建物 | 所在地           | 名称     | 分署建物           | 所在地                |
| ---------- | ---------- | ---------------- | -------- | ------------------ | --------------------- |
| 鴻巣消防署 |            | 鴻巣市箕田1638-1 | 鴻巣天神 |                    | 鴻巣市天神1-1-28      |
| 鴻巣消防署 | 鴻巣西     | 鴻巣市箕田1638-1 |          | 鴻巣市滝馬室1139-1 |                       |
| 鴻巣消防署 | 吹上       | 鴻巣市箕田1638-1 |          | 鴻巣市鎌塚1-1-21   |                       |
| 鴻巣消防署 | 川里       | 鴻巣市箕田1638-1 |          | 鴻巣市関新田1330-1 |                       |
| 桶川消防署 |            | 桶川市北1-25-23  | 桶川西   |                    | 桶川市大字下日出谷528 |
| 北本消防署 |            | 北本市緑3丁目396 | 北本東   |                    | 北本市宮内7丁目240    |

### 相互応援協定
市境付近で発生した災害や大規模・特殊災害並びに高速自動車専用道路等で発生した災害において、消防力を相互に補完し、被害の拡大防止を図るため、隣接する消防機関等と「消防相互応援協定」を締結し、大規模災害時における相互の応援体制を確立している。 
隣接市町消防相互応援協定
- 上尾市消防本部
- 川越地区消防組合
- 比企広域消防本部
- 熊谷市消防本部
- 行田市消防本部
- 蓮田市消防本部
- 埼玉東部消防組合

関越自動車道・首都圏中央連絡自動車道における消防相互応援協定
- 埼玉県南西部消防本部
- 埼玉西部消防組合
- 入間東部地区事務組合消防本部
- 川越地区消防組合
- 坂戸・鶴ヶ島消防組合
- 比企広域消防本部
- 深谷市消防本部
- 児玉郡市広域消防本部
- 埼玉東部消防組合

埼玉県下消防相互応援協定
- 大規模災害等に対応するため埼玉県内27の消防機関で締結している。